# Филсхофен на Дунав
Филсхофен на Дунав (на немски: Vilshofen an der Donau) е град в Бавария, Германия с 16 251 жители (31 декември 2015).
Намира се на река Дунав на ок. 20 км от Пасау. През 1206 г. получава права на град от граф Хайнрих I фон Ортенбург заедно с епископа на Пасау.